# Покривник чорнощокий
Покривни́к чорнощокий  (Myrmoderus ferrugineus) — вид горобцеподібних птахів родини сорокушових (Thamnophilidae). Мешкає в Південній Америці.

## Опис
Довжина птаха становить 15 см. Верхня частина тіла каштанова, на крилах дві темні смуги з білими краями. На обличчя, горлі і грудях велика чорна пляма з широкими білими краями, у самиць на горлі також є біла пляма. Навколо очей плями голої блакитної шкіри.

## Підвиди
Виділяють два підвиди:
- M. f. ferrugineus (Hartert, EJO, 1899) — схід Венесуели (на схід від річки Кароні в штаті Болівар), Гвіана і північний схід Бразильської Амазонії (на північ від Амазонки, на схід від Ріу-Негру і Ріу-Бранку);
- M. f. elutus (Hellmayr, 1915) — Бразильська Амазонія (на південь від Амазонки, між річками Мадейра і Тапажос, на південь до річки Рузвельт[es] і верхньої течії Мармелоса[es]).

## Поширення і екологія
Чорнощокі покривники мешкають у Венесуелі, Гаяні, Суринамі, Французькій Гвіані і Бразилії. Вони живуть в підліску вологих рівнинних тропічних лісів. Зустрічаються парами, на висоті до 550 м над рівнем моря.